# 峻河
峻河，也称江河、峻曲，位于中华人民共和国青海省海西蒙古族藏族自治州天峻县东南部的一条河流，布哈河左岸最大支流。发源于天峻县东部大通山系的草芒东山和日尼黑山之间，蜿蜒向南流，经舟群乡和江河镇，右纳最大支流夏日哈河后转东南流，汇入布哈河。河长124.3千米，流域面积3163平方千米，河道平均比降9‰，年均径流量约2.21亿立方米。流域上游多支沟，河谷宽阔处多沼泽；中游流经石灰岩地区，河道曲折，多峡谷；下游河谷渐宽，河道逶迤期间。流域内植被良好，为优良牧场。河水水质优良，每年6、7月，青海湖裸鲤（Gymnocypris przewalskii）进入河中产卵繁殖，场面壮观。